# Вересень 2002
Вересень 2002 — дев'ятий місяць 2002 року, що розпочався у неділю 1 вересня та закінчився у понеділок 30 вересня.

## Події
- 4 вересня — збірна Аргентини з баскетболу перемогла збірну США з рахунком 87-80 на Чемпіонат світу з баскетболу в Індіанаполісі, Індіана, США. Це була перша поразка збірної США з гравцями Національної баскетбольної асоціації.
- 7 вересня — на US Open 2002 Серена Вільямс перемогла Вінус Вільямс.
- 8 вересня — на US Open 2002 Піт Сампрас переміг Андре Агассі у чотирьох сетах, здобувши свою 14 перемогу.
- 10 вересня — Швейцарія повністю стала членом ООН.
- 23 вересня — Бельгія стала другою країною в Європі (після Нідерландів), що легалізувала евтаназію.